# Sita (Oper)
Sita op. 23 ist eine dreiaktige Oper von Gustav Holst. Sie hat die indische Göttin Sita zum Thema.

## Entstehung
Anfang 1905 entschloss sich Holst, mit  Oper Sita, mit der  er 1899 begonnen hatte, am Ricordi-Milan-Wettbewerb teilzunehmen. Die Handlung beruht auf dem indischen Nationalepos Ramayana des Autors Valmiki. Holst, der kurz zuvor begonnen hatte, sich für indische Mythologie zu interessieren und eigens dafür Sanskrit gelernt hatte, verfasste auch das Libretto zu Sita.
Holst musste im Voraus eine Zusammenfassung des Librettos einreichen. Sita kam in die Vorauswahl von 52 von insgesamt 191 eingereichten Libretti. Als nach Vollendung des ersten Aktes sein Nervenleiden im Arm den Fortschritt verzögerte, halfen ihm seine Freunde Sidney Goldsmith, Fritz Hart und Ralph Vaughan Williams bei der Arbeit. Die Arbeit an Sita war im Jahr 1906 vollendet.
Im Januar 1908 musste Holst erfahren, dass er mit der Oper den ersten Platz beim Wettbewerb knapp verfehlt hatte. Nach den Erinnerungen von Karl Hart scheiterte die Auszeichnung an Holsts ehemaligem Professor Charles Villiers Stanford. Man stellte ihm aber eine mögliche Publikation von Sita in Aussicht. Im Frühjahr 1909 entschloss Ricordi sich dann doch gegen eine Veröffentlichung. Die Uraufführung fand am 12. Oktober 2024 in englischer Sprache am Saarländischen Staatstheater in einer Inszenierung von Jakob Peters-Messer und unter der musikalischen Leitung von Stefan Neubert statt.
Holst begann nach seiner Wettbewerbsniederlage, in seinem Stil von den Dimensionen Wagners wegzukommen und seine Musik auf das Wesentliche zu beschränken. Dementsprechend ist auch seine nächste Oper Savitri als Kammeroper gestaltet.